# Гроджиш
Гроджиш или Гроджиска бира (на полски: Piwo grodziskie, Grodzisz), известна и като Гретцер (на немски: Graetzer Bier), е традиционна полска бира с горна ферментация – тип ейл, от района на Гроджиск Великополски, Великополско войводство, приготвена на основата на пушен на дъб пшеничен малц, със съдържание на алкохол от 3,2 – 4,3 об.%.

## История
Гроджиш се прави във Великополша от Средновековието; според местни легенди – от 1301 г., но датата не е потвърдена. За полска бира, произведена от пшеница, се споменава в аналите на полския духовник и историк Ян Длугош (1415 – 1480).
В по-късни времена – през ХVІ век, главен център за производство на бира става района на полския град Гроджиск Великополски.
Преди Първата световна война в града има пет пивоварни и бирата се изнася и в Германия, Китай и САЩ. През 1929 – 1993 г. гроджиската бира е защитена от закона и производството ѝ е ограничено само до района на Гроджиск Великополски. Пивоварната работи по време на Втората световна война и бирата се доставя на германските войници от Африканския корпус на генерал Ромел.
След края на Втората световна война пивоварната е национализирана от полската държава. Производство постепенно намалява през годините до 1980-те години, когато е взето решение за надграждане и модернизация на пивоварната. След демократичните промени в Полша, пивоварната Гроджиск Великополски става собственост на пивоварната компания „Lech Browary Wielkopolski S.A“ в Познан. През 1993 г. пивоварната в Гроджиск е затворена и производството на прочутата гроджиска бира – преустановено.
В наши дни производството на гроджиска бира се опитват да възстановят няколко микропивоварни в Полша, Чехия и САЩ.

## Характеристика
Гроджиската бира е единственият оригинален полски стил бира, която може да се опише като смесица от Бамбергската раух бира и баварската вайс бира. Тя е златиста до светлокафява пшенична бира, с горна ферментация, с висока карбонизация и видима утайка от мая на дъното на бутилката. Бирата се характеризира с лека хмелна горчивина и характерен аромат на опушен на дъбова дървесина пшеничен малц. Алкохолното съдържание е 3.2 – 4.3 об.%, но може да достигне и до 5,4 об. %.
Производството на тази бира минава през сложен и труден процес. За направата ѝ се използва пшеничен малц, опушен на дим от дъбова или букова дървесина. Използва се люблински хмел от местни насаждения във Великополша. Пивната мъст ферментира при температура от 15 до 20 °C. След разлива в бутилките се добавя специален щам дрожди за вторична ферментация и бирата отлежава един месец в складове. В резултат на този процес, бирата в бутилките е с висока карбонизация.